# Gerry Meehan
Gerald Marcus "Gerry" Meehan, född 3 september 1946, är en kanadensisk före detta professionell ishockeyforward som tillbringade tio säsonger i den nordamerikanska ishockeyligan National Hockey League (NHL), där han spelade för ishockeyorganisationerna Toronto Maple Leafs, Philadelphia Flyers, Buffalo Sabres, Vancouver Canucks, Atlanta Flames och Washington Capitals. Han producerade 423 poäng (180 mål och 243 assists) samt drog på sig 111 utvisningsminuter på 670 grundspelsmatcher. Meehan spelade också för Cincinnati Stingers i World Hockey Association (WHA), Phoenix Roadrunners och Seattle Totems i Western Hockey League (WHL), Rochester Americans i American Hockey League (OHL), Tulsa Oilers i Central Professional Hockey League (CPHL) och Toronto Marlboros i Ontario Hockey Association (OHA-Jr.).
Han draftades av Toronto Maple Leafs i fjärde rundan i 1963 års draft som 21:a spelare totalt.
Efter sin aktiva spelarkarriär avlade han en kandidatexamen vid Canisius College och en juristexamen vid University of Buffalo School of Law. 1984 blev han anställd hos Buffalo Sabres och var assisterande general manager, general manager och vice chef för organisationens ishockeyverksamhet. 1996 lämnade han Sabres och NHL och grundade sitt eget konsultföretag. För 2019 arbetar han för advokatbyrån Barclay Damon LLP.

## Statistik
| 1962–1963      | Toronto Neil McNeil Maroons | MetJHL         | 7   | 1  | 0   | 1   | 0   | 5  | 0  | 0  | 0  | 0  |
| 1963–1964      | Toronto Marlboros           | OHA-Jr.        | 12  | 2  | 3   | 5   | 0   | —  | —  | —  | —  | —  |
| 1964–1965      | Toronto Marlboros           | OHA-Jr.        | 56  | 14 | 30  | 44  | 24  | 19 | 7  | 4  | 11 | 12 |
| 1965–1966      | Toronto Marlboros           | OHA-Jr.        | 47  | 25 | 26  | 51  | 47  | 14 | 6  | 10 | 16 | 9  |
|                | Rochester Americans         | AHL            | 1   | 0  | 0   | 0   | 0   | —  | —  | —  | —  | —  |
| 1966–1967      | Toronto Marlboros           | OHA-Jr.        | 48  | 26 | 42  | 68  | 27  | 17 | 8  | 8  | 16 | 8  |
| 1967–1968      | Tulsa Oilers                | CPHL           | 70  | 31 | 41  | 72  | 17  | 11 | 3  | 8  | 11 | 0  |
| 1968–1969      | Toronto Maple Leafs         | NHL            | 25  | 0  | 2   | 2   | 2   | —  | —  | —  | —  | —  |
|                | Philadelphia Flyers         | NHL            | 12  | 0  | 3   | 3   | 4   | 4  | 0  | 0  | 0  | 0  |
|                | Phoenix Roadrunners         | WHL            | 17  | 6  | 6   | 12  | 2   | —  | —  | —  | —  | —  |
| 1969–1970      | Seattle Totems              | WHL            | 67  | 23 | 30  | 53  | 23  | 4  | 0  | 1  | 1  | 0  |
| 1970–1971      | Buffalo Sabres              | NHL            | 77  | 24 | 31  | 55  | 8   | —  | —  | —  | —  | —  |
| 1971–1972      | Buffalo Sabres              | NHL            | 77  | 19 | 27  | 46  | 12  | —  | —  | —  | —  | —  |
| 1972–1973      | Buffalo Sabres              | NHL            | 77  | 31 | 29  | 60  | 21  | 6  | 0  | 1  | 1  | 0  |
| 1973–1974      | Buffalo Sabres              | NHL            | 72  | 20 | 26  | 46  | 17  | —  | —  | —  | —  | —  |
| 1974–1975      | Buffalo Sabres              | NHL            | 3   | 0  | 1   | 1   | 2   | —  | —  | —  | —  | —  |
|                | Vancouver Canucks           | NHL            | 57  | 10 | 15  | 25  | 4   | —  | —  | —  | —  | —  |
|                | Atlanta Flames              | NHL            | 14  | 4  | 10  | 14  | 0   | —  | —  | —  | —  | —  |
| 1975–1976      | Atlanta Flames              | NHL            | 48  | 7  | 20  | 27  | 8   | —  | —  | —  | —  | —  |
|                | Washington Capitals         | NHL            | 32  | 16 | 15  | 31  | 10  | —  | —  | —  | —  | —  |
| 1976–1977      | Washington Capitals         | NHL            | 80  | 28 | 36  | 64  | 13  | —  | —  | —  | —  | —  |
| 1977–1978      | Washington Capitals         | NHL            | 78  | 19 | 24  | 43  | 10  | —  | —  | —  | —  | —  |
| 1978–1979      | Washington Capitals         | NHL            | 18  | 2  | 4   | 6   | 0   | —  | —  | —  | —  | —  |
|                | Cincinnati Stingers         | WHA            | 2   | 0  | 0   | 0   | 0   | —  | —  | —  | —  | —  |
| NHL totalt     | NHL totalt                  | NHL totalt     | 670 | 18 | 243 | 423 | 111 | 10 | 0  | 1  | 1  | 0  |
| WHL totalt     | WHL totalt                  | WHL totalt     | 84  | 29 | 36  | 65  | 25  | 4  | 0  | 1  | 1  | 0  |
| OHA-Jr. totalt | OHA-Jr. totalt              | OHA-Jr. totalt | 163 | 67 | 101 | 168 | 98  | 50 | 21 | 22 | 43 | 29 |